# باسم علي (لاعب كرة قدم مصري)
باسم علي محمود عبد النبي (مواليد 27 أكتوبر 1988 في القاهرة) هو لاعب كرة قدم مصري يلعب للنادي الأهلي ومنتخب مصر لكرة القدم كظهير أيمن.

انضم باسم علي للنادي الأهلي في صيف 2014 قادمًا من نادي المقاولون العرب ، ليساهم في تحقيق بطولة الكونفدرالية الإفريقية في أول موسم له. وهو أيضًا لاعب دولي منذ عام 2013 حيث خاض نحو 13 مباراة بقميص المنتخب الوطني.

## إحصائيات مشاركاته
آخر تحديث في 30 يونيو 2018

### مع الأندية
| الفريق          | الموسم    | الدوري  | الدوري | الكأس   | الكأس | البطولات القارية | البطولات القارية | بطولات أخرى | بطولات أخرى | الإجمالي | الإجمالي |
| الفريق          | الموسم    | مشاركات | أهداف  | مشاركات | أهداف | مشاركات          | أهداف            | مشاركات     | أهداف       | مشاركات  | أهداف    |
| --------------- | --------- | ------- | ------ | ------- | ----- | ---------------- | ---------------- | ----------- | ----------- | -------- | -------- |
| المقاولون العرب | 2009–2010 | 23      | 1      | 1       | 1     | —                | —                | —           | —           | 24       | 2        |
| المقاولون العرب | 2010–2011 | 28      | 1      | 4       | 0     | —                | —                | —           | —           | 32       | 1        |
| المقاولون العرب | 2011–2012 | 15      | 1      | 0       | 0     | —                | —                | —           | —           | 15       | 1        |
| المقاولون العرب | 2012–2013 | 15      | 0      | 0       | 0     | —                | —                | —           | —           | 15       | 0        |
| المقاولون العرب | 2013–2014 | 19      | 0      | 2       | 0     | —                | —                | —           | —           | 21       | 0        |
| المقاولون العرب | الإجمالي  | 100     | 3      | 7       | 1     | —                | —                | —           | —           | 107      | 4        |
| الأهلي          | 2013–2014 | 0       | 0      | 0       | 0     | 8                | 0                | 1           | 0           | 9        | 0        |
| الأهلي          | 2014–2015 | 26      | 0      | 2       | 0     | 10               | 0                | —           | —           | 38       | 0        |
| الأهلي          | 2015–2016 | 2       | 0      | 2       | 0     | 2                | 0                | —           | —           | 6        | 0        |
| الأهلي          | 2016–2017 | 3       | 0      | 2       | 0     | 0                | 0                | 3           | 0           | 8        | 0        |
| الأهلي          | 2017–2018 | 8       | 1      | 1       | 0     | 0                | 0                | 0           | 0           | 9        | 1        |
| الأهلي          | الإجمالي  | 39      | 1      | 7       | 0     | 20               | 0                | 4           | 0           | 70       | 1        |

### مع النادي الأهلي
آخر تحديث في 30 يونيو 2018
| الدوري  | الدوري | الكأس   | الكأس | كأس السوبر | كأس السوبر | الكئوس الأفريقية | الكئوس الأفريقية | الكئوس العالمية | الكئوس العالمية | الكئوس العربية | الكئوس العربية | المجموع الكلي | المجموع الكلي |
| مشاركات | أهداف  | مشاركات | أهداف | مشاركات    | أهداف      | مشاركات          | أهداف            | مشاركات         | أهداف           | مشاركات        | أهداف          | مشاركات       | أهداف         |
| ------- | ------ | ------- | ----- | ---------- | ---------- | ---------------- | ---------------- | --------------- | --------------- | -------------- | -------------- | ------------- | ------------- |
| 39      | 1      | 7       | 0     | 1          | 0          | 20               | 0                | 0               | 0               | 3              | 0              | 70            | 1             |

## روابط خارجية
- باسم علي على موقع قاعدة بيانات كرة القدم.إي يو (الإنجليزية)
- باسم علي على موقع ناشيونال فوتبول تيمز (الإنجليزية)
- باسم علي على موقع Soccerway.com (الإنجليزية)